# DD tank
Xe tăng DD hoặc Duplex Drive, biệt danh là "Xe tăng vịt Donald", là một loại xe tăng lội nước được phát triển bởi người Anh trong Thế chiến thứ hai. Cụm từ này chủ yếu được sử dụng cho biến thể ổ đĩa kép của xe tăng hạng trung M4 Sherman, được sử dụng bởi các đồng minh phương Tây trong và sau cuộc đổ bộ Normandy vào tháng 6 năm 1944.
Xe tăng DD hoạt động bằng cách dựng một 'màn hình nổi' bằng vải bạt xung quanh thân, cho phép nó nổi lên và có hai cánh quạt chạy bằng động cơ của xe tăng để lái chúng duới nước và sẽ hạ các tấm màn nổi xuống  và chiến đấu như các xe tăng thông thường một khi lên trên mặt đất.
Xe tăng DD là một trong nhiều phương tiện tấn công chuyên dụng, được gọi chung là Hobart's Funnies , được chế tạo để hỗ trợ kế hoạch xâm lược châu Âu.

## Lịch Sử

### Giai đoạn phát triển sớm

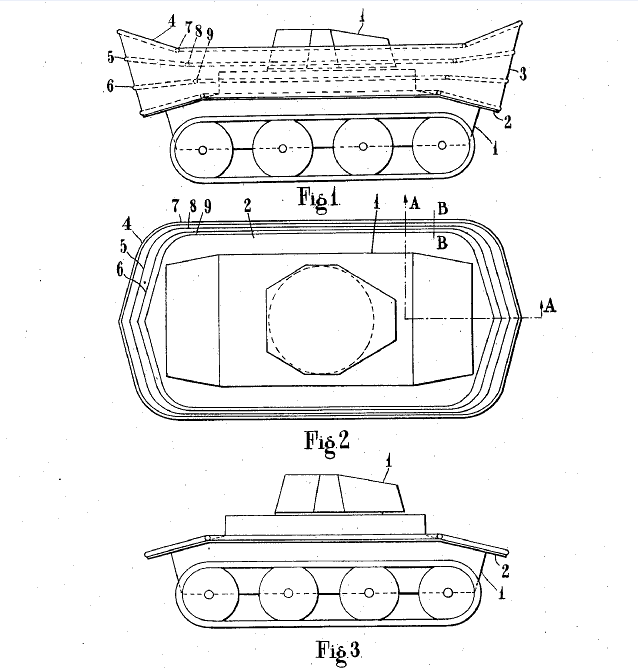
Sơ đồ của một tấm "màn nổi" vừa vặn với Xe tăng hạng nhẹ Mk VII Tetrarch, lấy từ bằng sáng chế của Straussler,, issued 1945

Xe tăng lội nước được phát minh ra trong Chiến tranh thế giới thứ nhất ; một phiên bản nổi của xe tăng Mark IX của Anh đã được thử nghiệm vào tháng 11 năm 1918, ngay khi chiến tranh kết thúc. Phát triển tiếp tục trong thời kỳ giữa chiến tranh.
Vì xe tăng nặng so với kích thước của chúng nên việc cung cấp đủ lực nổi cho chúng là một vấn đề kỹ thuật khó. Các thiết kế có thể nổi tự do thường nhỏ và nhẹ với lớp giáp mỏng, chẳng hạn như T-37 của Liên Xô. Các phương tiện nặng hơn, chẳng hạn như AT1* thử nghiệm của Anh phải lớn đến mức thiết kế không thực tế.
Giải pháp thay thế là sử dụng các thiết bị nổi mà xe tăng đã loại bỏ ngay khi tiếp đất- cách tiếp cận được người Nhật áp dụng với xe tăng lội nước Ka-Mi type 2 và Ka-Chi type 3 của họ. Ở Anh, kỹ sư người Hungary Nicholas Straussler đã phát triển phao có thể thu gọn cho Vickers-Armstrong có thể được gắn vào hai bên của xe tăng hạng nhẹ để biến nó thành xe lội nước. Các cuộc thử nghiệm do Văn phòng Chiến tranh Anh tiến hành cho thấy một chiếc xe tăng như vậy, được đẩy bằng động cơ gắn ngoài , 'bơi' khá tốt.

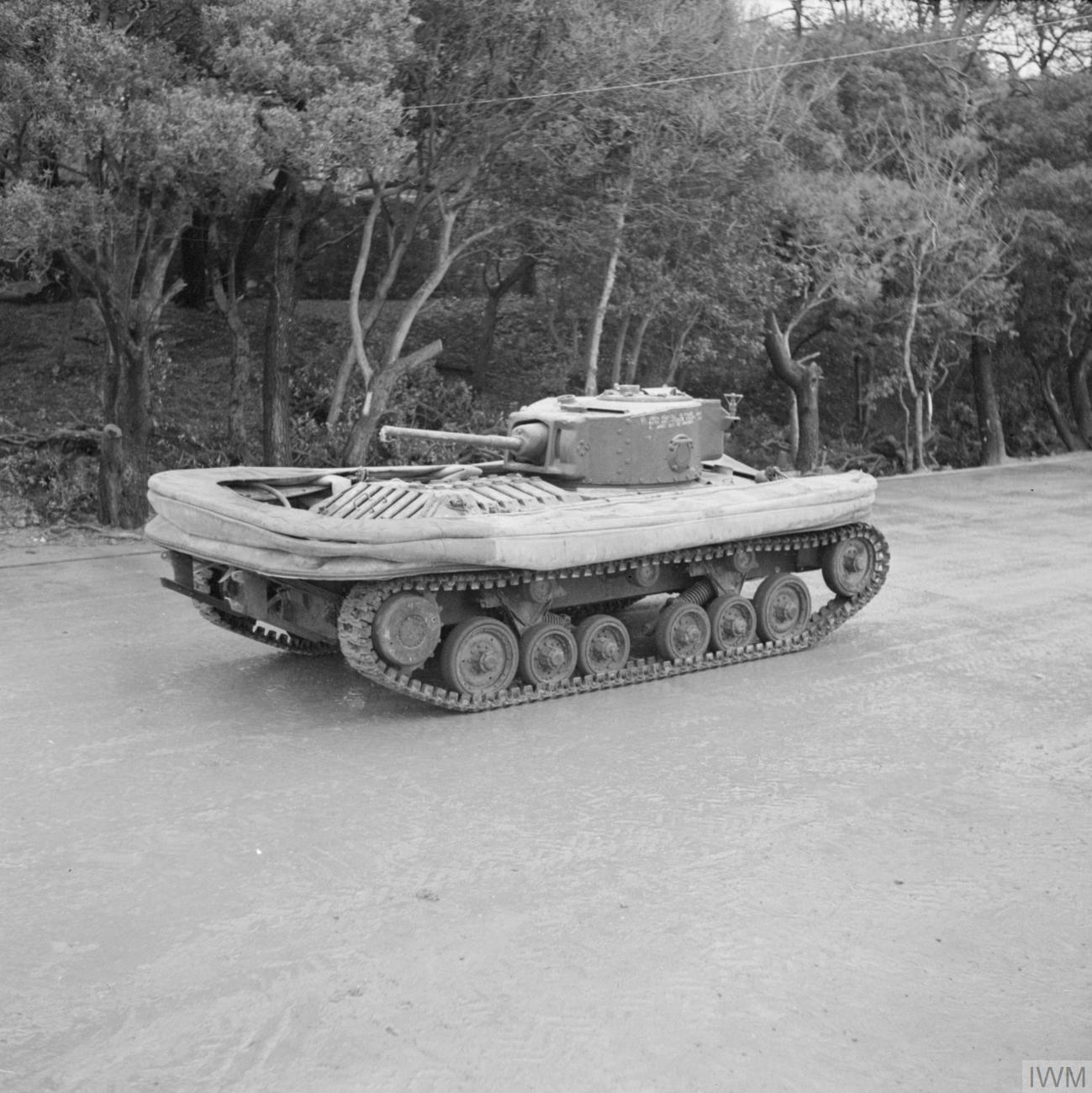
Xe Tăng Valentine DD với tấm màn hạ xuống và súng hướng về phía sau xe

Hệ thống không đạt yêu cầu theo những cách khác, chủ yếu là do số lượng lớn khó sử dụng của các phao đủ lớn để làm nổi một chiếc xe tăng - mỗi chiếc phao này có kích thước gần bằng kích thước của chính chiếc xe tăng. Trên thực tế, sẽ có những khó khăn nghiêm trọng trong việc vận chuyển đủ phao, thậm chí cả phao bị sập, để di chuyển một lượng lớn xe tăng qua một vùng nước. Ngoài ra, những chiếc phao như vậy làm cho một chiếc xe tăng quá rộng để có thể phóng từ một tàu đổ bộ ngoài khơi, khiến việc sử dụng chúng trong các cuộc đổ bộ là không thực tế.
Năm 1940, Straussler đã giải quyết vấn đề bằng cách phát minh ra màn nổi - một thiết bị có thể gập lại và được làm bằng vải bạt không thấm nước . Màn nổi bao phủ nửa trên của Xe Tăng tạo ra một thân tàu bằng vải bạt một cách hiệu quả, giúp tăng đáng kể phần nổi của phương tiện và tạo ra khả năng nổi trong nước. Khi sụp đổ, nó sẽ không ảnh hưởng đến khả năng cơ động hoặc hiệu quả chiến đấu của xe tăng.
Chiếc xe tăng đầu tiên được lắp thử nghiệm màn hình nổi là một chiếc xe tăng hạng nhẹ Tetrarch dự phòng được cung cấp cho Straussler. Thử nghiệm đầu tiên của nó diễn ra vào tháng 6 năm 1941 tại Brent Reservoir (còn được gọi là Welsh Harp Reservoir) ở phía bắc London trước mặt Tướng Sir Alan Brooke (lúc đó là Tổng tư lệnh Lực lượng Nội vụ). Hồ chứa từng là địa điểm diễn ra các cuộc thử nghiệm phiên bản nổi của xe tăng Mark IX trong Thế chiến I, 23 năm trước đó. Các cuộc thử nghiệm thỏa đáng trên biển của Tetrarch đã diễn ra tại Cảng Portsmouth.
Nguyên mẫu của xe tăng Duplex Drive Valentine bắt đầu được thử nghiệm vào ngày 21 tháng 5 năm 1942, mặc dù sau đó nó bị chìm (trong quá trình thử nghiệm, nó phải hứng chịu hỏa lực của súng máy). Vào tháng 6 năm 1942, Bộ Cung cấp đã cho phép sản xuất 450 chiếc Valentine DD.
Sau đó, rõ ràng là Sherman phù hợp để sử dụng với màn nổi hơn là Valentine và màn nổi DD đã được điều chỉnh cho Sherman vào tháng 4 năm 1943. Một lý do cho điều này là Sherman có thể di chuyển trong nước bằng khẩu súng của nó. sẵn sàng nổ súng ngay khi tiếp cận đất liền. Valentine cũng là một thiết kế cũ hơn và thường kém hơn.
247 Valentine DD và 693 Sherman DD sẽ được Vương quốc Anh chế tạo vào năm 1944.